# Адвокатська таємниця
Адвокатська таємниця — будь-яка інформація, що стала відома адвокату про клієнта, а також питання, з яких клієнт звертався до адвоката, зміст порад, консультацій, роз'яснень адвоката, складені ним документи, інформація, що зберігається на електронних носіях, та інші документи і відомості, одержані адвокатом під час здійснення адвокатської діяльності.
Адвокатська таємниця є фундаментальною основою діяльності адвоката.
У рекомендаціях Комітету Міністрів Ради Європи від 25 жовтня 2000 р. про свободу здійснення професійних адвокатських обов'язків зазначено, що слід вдаватися до всіх необхідних дій, спрямованих на належне забезпечення конфіденційного характеру взаємин між адвокатом і його клієнтом (п. 6 принципу І), адвокати мають дотримуватися професійної таємниці відповідно до національного законодавства, внутрішніх нормативних актів і професійних стандартів. Будь-яке недотримання принципу професійної таємниці без відповідної згоди клієнта має бути належно покаране (п. 2 принципу III).
Обов'язок зберігати адвокатську таємницю в Україні поширюється на адвоката, його помічника, стажиста та осіб, які перебувають у трудових відносинах з адвокатом, адвокатським бюро, адвокатським об'єднанням, а також на особу, стосовно якої припинено або зупинено право на заняття адвокатською діяльністю.
Особи, винні в доступі сторонніх осіб до адвокатської таємниці або її розголошенні, несуть відповідальність згідно із законом.
Дотримання принципу конфіденційності є необхідною і щонайважливішою передумовою довірчих відносин між адвокатом і клієнтом, без яких є неможливим належне надання правової допомоги, здійснення захисту та представництва. Тому збереження конфіденційності будь-якої інформації, яка визначена як предмет адвокатської таємниці або становить персональні дані про фізичну особу, є правом адвоката у відносинах з усіма суб'єктами права, які можуть вимагати розголошення такої інформації, та обов'язком щодо клієнта і тих осіб, кого ця інформація стосується.
Дія принципу конфіденційності не обмежена в часі.
Розголошення відомостей, що складають адвокатську таємницю, заборонено за будь-яких обставин, включаючи незаконні спроби органів дізнання, слідства і суду допитати адвоката про обставини, що складають адвокатську таємницю.
Інформація та документи можуть втратити статус адвокатської таємниці за письмовою заявою клієнта.
Закон гарантує:
- забороняється вимагати від адвоката, його помічника, стажиста, особи, яка перебуває у трудових відносинах з адвокатом, адвокатським бюро, адвокатським об'єднанням, а також від особи, стосовно якої припинено або зупинено право на заняття адвокатською діяльністю, надання відомостей, що є адвокатською таємницею. З цих питань зазначені особи не можуть бути допитані, крім випадків, якщо особа, яка довірила відповідні відомості, звільнила цих осіб від обов'язку зберігати таємницю в порядку, передбаченому законом;
- забороняється залучати адвоката до конфіденційного співробітництва під час проведення оперативно-розшукових заходів чи слідчих дій, якщо таке співробітництво буде пов'язане або може призвести до розкриття адвокатської таємниці[4].